# Saint-Julien-du-Terroux
Saint-Julien-du-Terroux is een gemeente in het Franse departement Mayenne (regio Pays de la Loire) en telt 232 inwoners (1999). De plaats maakt deel uit van het arrondissement Mayenne.

## Geografie
De oppervlakte van Saint-Julien-du-Terroux bedraagt 11,1 km², de bevolkingsdichtheid is 20,9 inwoners per km².

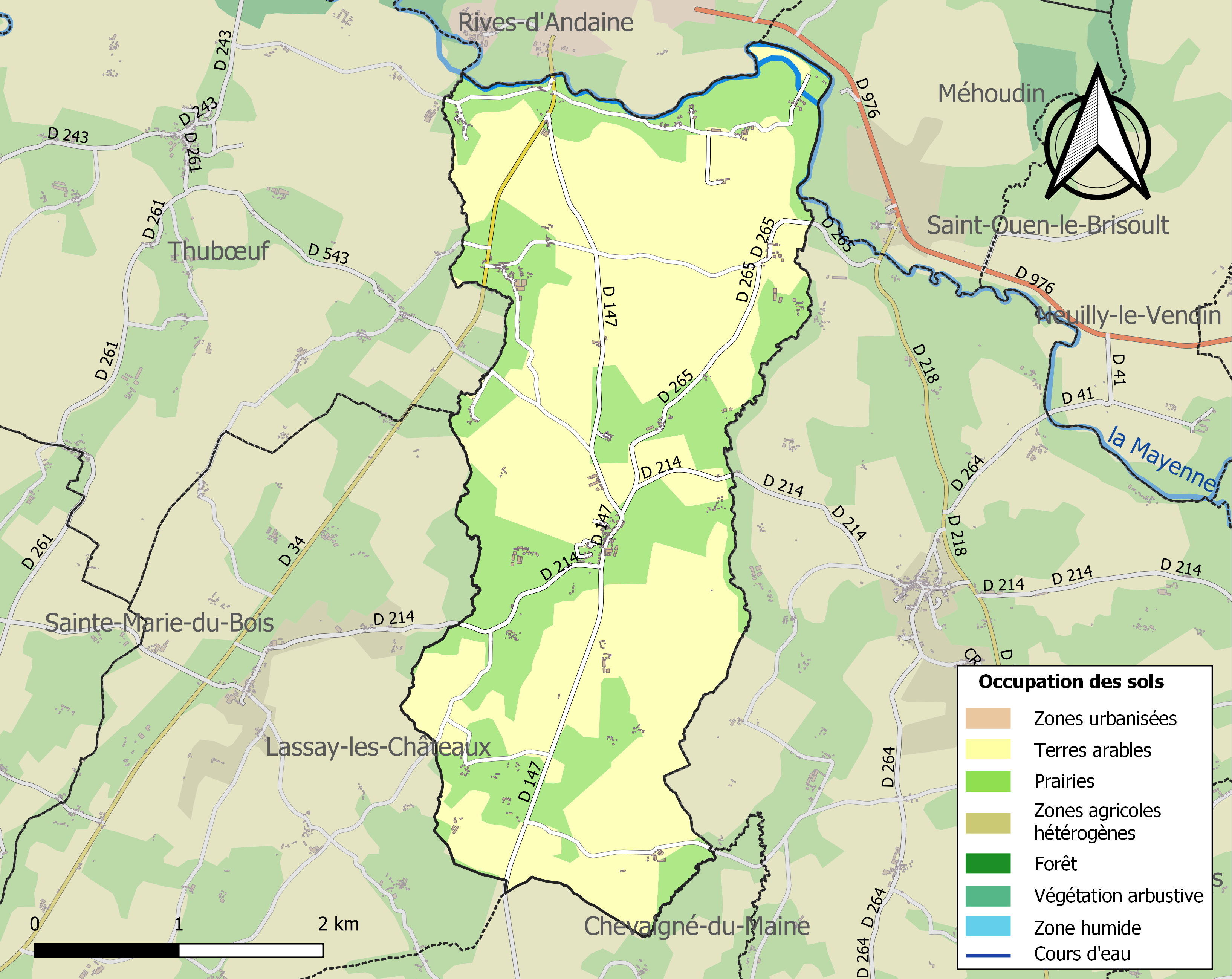
Kaart van de gemeente met de belangrijkste infrastructuur, bodemgebruik en omliggende gemeenten

## Demografie
Onderstaande figuur toont het verloop van het inwonertal (bron: INSEE-tellingen).